# Muntiacus truongsonensis
Il muntjak dell'Annam (Muntiacus truongsonensis Giao, Tuoc, Dung, Wikramanayake, Amato, Arctander e Mackinnon, 1997), noto anche come muntjak dei Truong Son (nome locale per indicare i Monti Annamiti), è una specie di muntjak originaria di Laos e Vietnam. Venne scoperto solamente nel 1997, assieme a numerose altre specie di grandi animali (come il muntjak gigante e il saola), durante le spedizioni scientifiche organizzate dal WWF in collaborazione col governo vietnamita.

## Descrizione
Il muntjak dell'Annam è di colore marrone scuro, tendente a schiarirsi nella zona ventrale e sulla gola. Le sopracciglia, la fronte e le corte corna sono ricoperte di pelo color giallo-arancio. Con un peso massimo di 15 kg e una taglia pari a circa la metà di quella del cugino muntjak indiano, è stato considerato il cervo più piccolo del mondo fino alla scoperta, nel 1999, di un congenere, il muntjak di Putao, di dimensioni ancora minori.

## Distribuzione e habitat
Vive nelle foreste pluviali tropicali montane del Laos meridionale e del Vietnam centrale, ma secondo recenti avvistamenti potrebbe essere presente anche nel sud della Cina (Yunnan sud-orientale).

## Biologia
Poco si sa di questo animale, che esuli dai racconti degli abitanti locali, visto che non è ancora stato osservato in cattività dagli zoologi, che ne hanno analizzato finora soltanto alcuni crani trovati in alcune capanne. I vietnamiti lo chiamano samsoi cacoong, «il cervo che vive nella foresta più fitta», poiché, grazie alle piccole dimensioni, riesce a muoversi senza difficoltà anche nelle foreste più dense, a un'altitudine compresa fra i 400 e i 1000 m, che costituiscono il suo habitat.